# Mezinárodní sportovní arbitráž

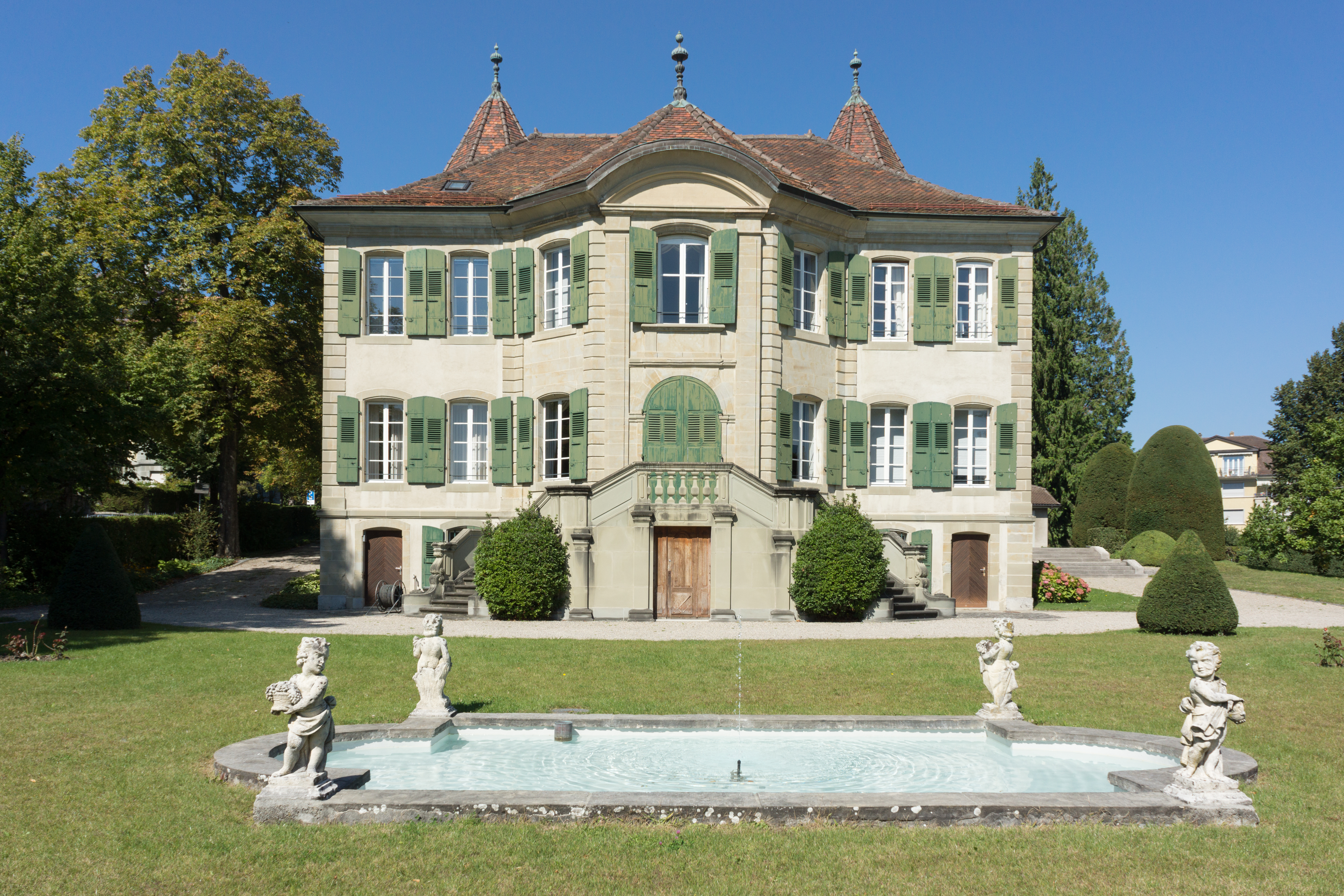
Sídlo Mezinárodní sportovní arbitráže ve švýcarském Lausanne

Mezinárodní sportovní arbitráž (anglicky Court of Arbitration for Sport; CAS, francouzsky Tribunal arbitral du sport; TAS) je mezinárodní arbitrážní orgán určený k řešení sportovních sporů. Sídlí v Lausanne, jeho jednacími místy jsou také New York a Sydney, dočasné jednací síně se budují v pořadatelských městech olympijských her.
Vznik orgánu inicioval v roce 1984 tehdejší předseda Mezinárodního olympijského výboru (MOV) Juan Antonio Samaranch jako orgán k řešení sporů vzniklých v průběhu olympijských her.
V roce 1994 na základě soudního rozhodnutí švýcarského soudu, který konstatoval, že Mezinárodní sportovní arbitráž je skutečně arbitrážním soudem, ale upozornil na jeho silné vazby na MOV, byla struktura Mezinárodní sportovní arbitráže zreformována.
Spory se před Mezinárodní sportovní arbitráž dostávají v případě, že strany sporu mají doložku o postoupení sporů k arbitráži. V současné době uznávají Mezinárodní sportovní arbitráž MOV a většina mezinárodních sportovních federací a národních olympijských výborů. Přistoupením ke kodexu Světové antidopingové agentury zároveň sportovní federace uznávají Mezinárodní sportovní arbitráž jako orgán pro řešení dopingových provinění.